# Église Saint-Jean-Baptiste d'Algrange
Pour les articles homonymes, voir église Saint-Jean-Baptiste.
L’église Saint-Jean-Baptiste est un édifice de culte catholique construit à Algrange durant l’annexion allemande.

## Contexte historique
Pendant l’annexion allemande, Algrange se transforme sous l’action des autorités allemandes qui décident de faire de son urbanisme une vitrine de l’empire wilhelmien. L’éclectisme architectural se traduit par l’apparition d'édifices de style néoroman, néogothique ou néo-Renaissance. Avec l'ouverture des mines d'Algrange, la population augmente rapidement, nécessitant la construction d'une nouvelle église. Elle sera de style néogothique.

## Construction et aménagements
Sous l’impulsion de l’abbé Vernet, la souscription commence en 1888. Le projet de Conrad Wahn, architecte en chef de la ville de Metz, est retenu. Le coût s’élève au départ à 80 000 marks, ramenés ensuite à 75 000 marks. L’architecte propose un édifice néogothique, de plan basilical, avec une nef voûtée à trois vaisseaux. Les travaux débutent en 1891 et se poursuivent durant une année. L’église est consacrée le 12 octobre 1892, par l’évêque de Metz Mgr François-Louis Fleck.
L’édifice est construit en pierre de Jaumont et en moellons enduits. Une tour-clocher, massive, occupe la largeur de la nef principale. Les trois portails de la façade, dotés de gâbles, sont surmontés par une rosace formée d’ornements trilobés.
En 1894, l’ancien orgue de l’église Saint-Martin de Hayange est transféré à Algrange.